# أليخاندرو كاسترو
أليخاندرو كاسترو (بالإسبانية: Jandro)‏ مواليد 27 فبراير 1979 في مييريس هو لاعب كرة قدم إسباني يلعب كلاعب وسط مع نادي قادش.

## المسيرة الاحترافية
- ديبورتيفو ألافيس
- نادي فالنسيا
- نومانسيا
- سلتا فيغو
- نادي ألباسيتي
- خيمناستيك طركونة
- نادي إلتشي
- نادي جيرونا

## روابط خارجية
- أليخاندرو كاسترو على موقع قاعدة بيانات كرة القدم.إي يو (الإنجليزية)
- أليخاندرو كاسترو على موقع Soccerbase.com (لاعب) (الإنجليزية)
- أليخاندرو كاسترو على موقع Soccerway.com (الإنجليزية)
- أليخاندرو كاسترو على موقع AS.com (الإسبانية)